# 美因茨—路德维希港铁路
美因茨－路德维希港铁路（德語：Bahnstrecke Mainz–Ludwigshafen）是德国一条由美因茨经沃尔姆斯至路德维希港的铁路干线，并可在路德维希港跨越莱茵河抵达曼海姆或进一步向南通往施派尔。它于1853年建成通车，为德国最古老的铁路线之一。

## 历史

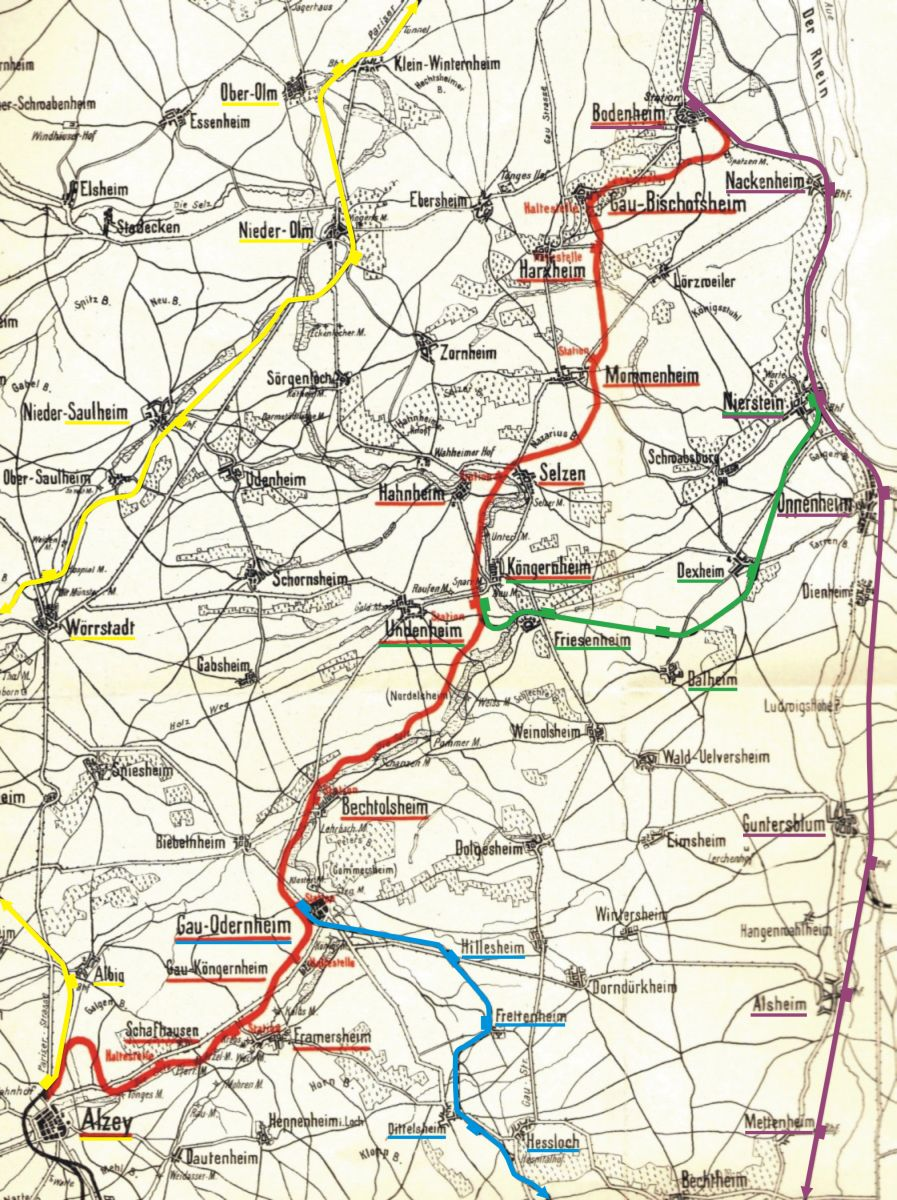
博登海姆至梅滕海姆的部分路段（紫色）

对于首次考虑在美因茨和沃尔姆斯之间的莱茵河左岸兴建铁路，可以追溯至19世纪30年代，当德国第一条铁路在纽伦堡至菲尔特之间建成后不久。然而，法属巴伐利亚的浓厚兴趣在最初却被普鲁士及巴登方面以战略原因否决。直至1844年，计划才得以恢复，巴伐利亚普法尔茨决定继续推进建设，并于1853年延长至路德维希港。
经由阿尔蔡的线路走向被放弃，取而代之的是与莱茵河沿岸直接齐平的线路走向（但此后仍然另外建造了阿尔蔡－美因茨铁路和沃尔姆斯－宾根铁路）。1845年，黑森路德维希铁路（HLB）获得了这条线路的特许建设和经营权。建设工作在1848年启动，并于1853年建成通车。
沃尔姆斯的车站选址最初是倾向于靠近港口的位置，但HLB在经过一番来回考察后最终选定了更为偏西的现址。在此之后，建设工作进展迅速，从美因茨至沃尔姆斯共46公里长的路段在1853年3月23日（美因茨－奥彭海姆）至8月24日期间陆续分段开通。自1853年11月15日起，列车可以在整条美因茨－路德维希港铁路贯通运行。在建成初期，美因茨至沃尔姆斯区间每日双向对开有6班客运列车，其中2班为快速列车。在美因茨，乘客可以接驳科隆-杜塞尔多夫游轮公司的蒸汽船，也可通过美因茨-卡斯特渡轮接驳至陶努斯山铁路前往威斯巴登及法兰克福。
线路的改造被纳入1985年德国联邦运输基础设施规划。1990年，线路改造的土地规划工作已经开始启动。其改造计划除了进行复线改造外，还将路德维希港至曼海姆之间的莱茵河上新增一座桥梁。线路60%路段的通过能力将升级为200公里/小时，路德维希港至曼海姆之间也扩大为三线。而在1992年联邦运输基础设施规划框架中，美因茨－曼海姆全线的通过能力将升级为200公里/小时、在路德维希港至曼海姆区间进一步改造为多线，并在美因茨新增一条隧道。据估算，改造的总成本将达到6.08亿德国马克（1991年的价格标准），投资额在1991年底已完成了300万德国马克。
从1990年9月12日至18日期间，沃尔姆斯至路德维希港之间的路段还参与了美军的巨龙行动。

## 运营

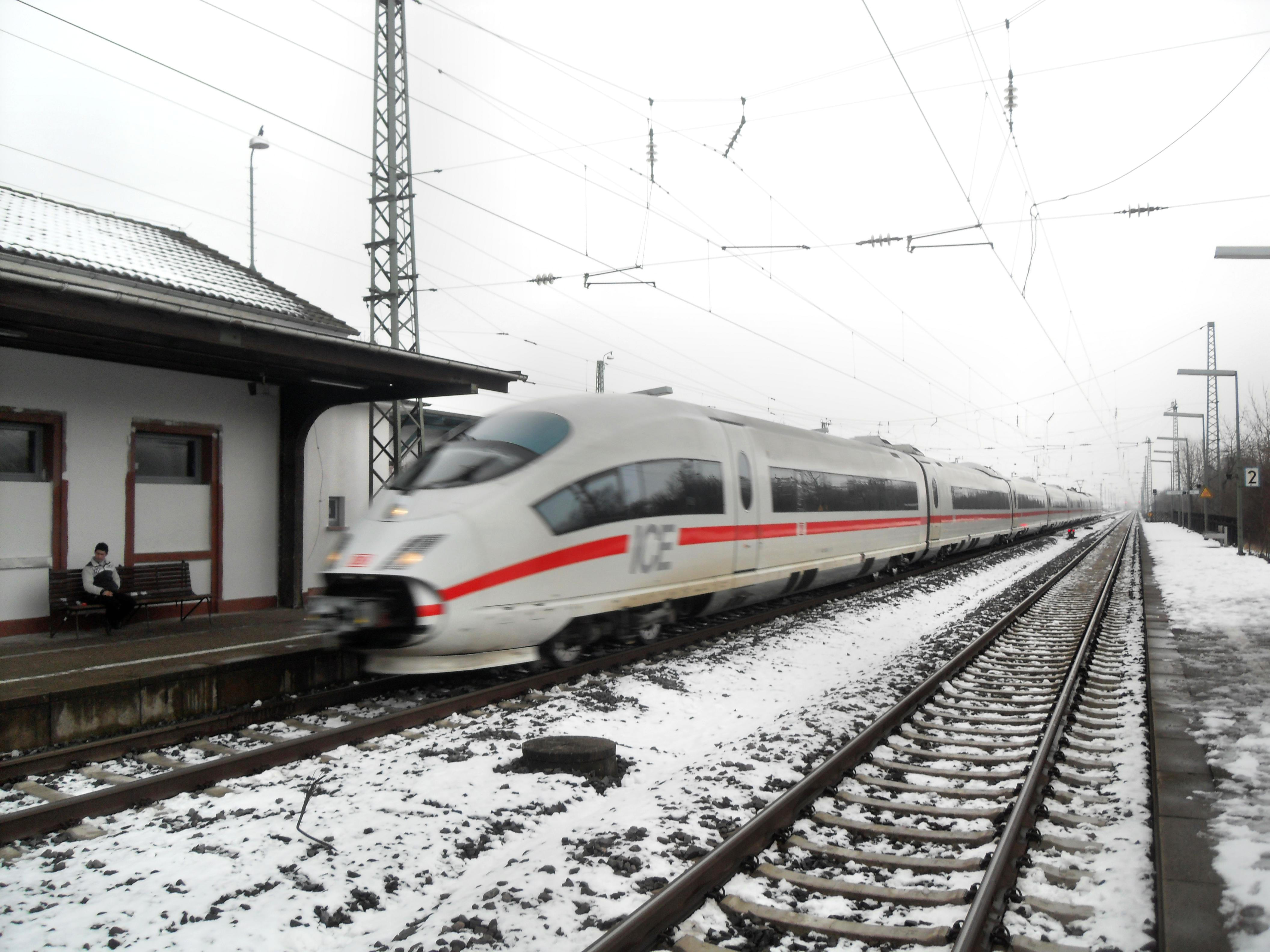
ICE列车于贡特斯布卢姆

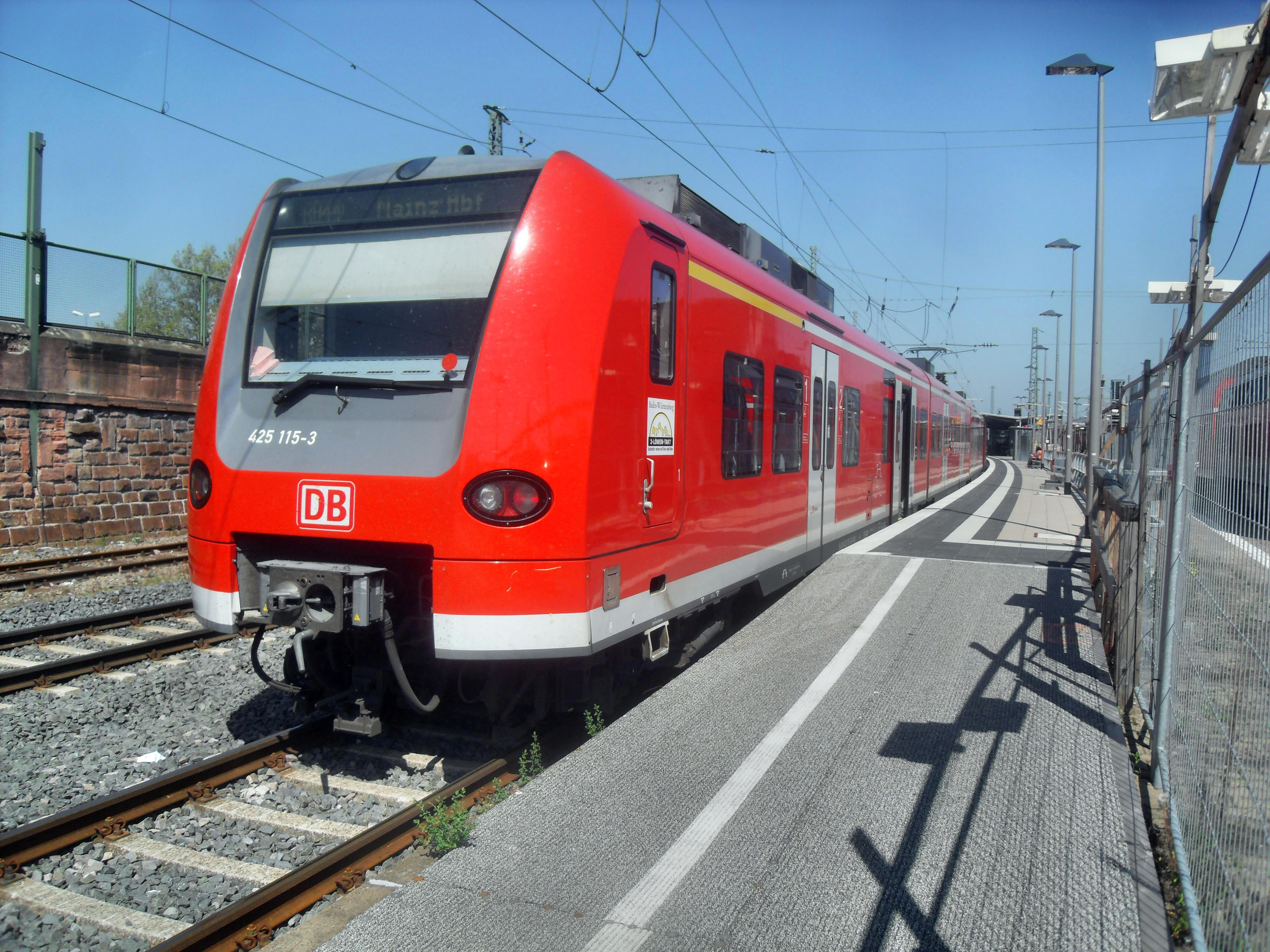
执行RB44号线的425型动车组于沃尔姆斯

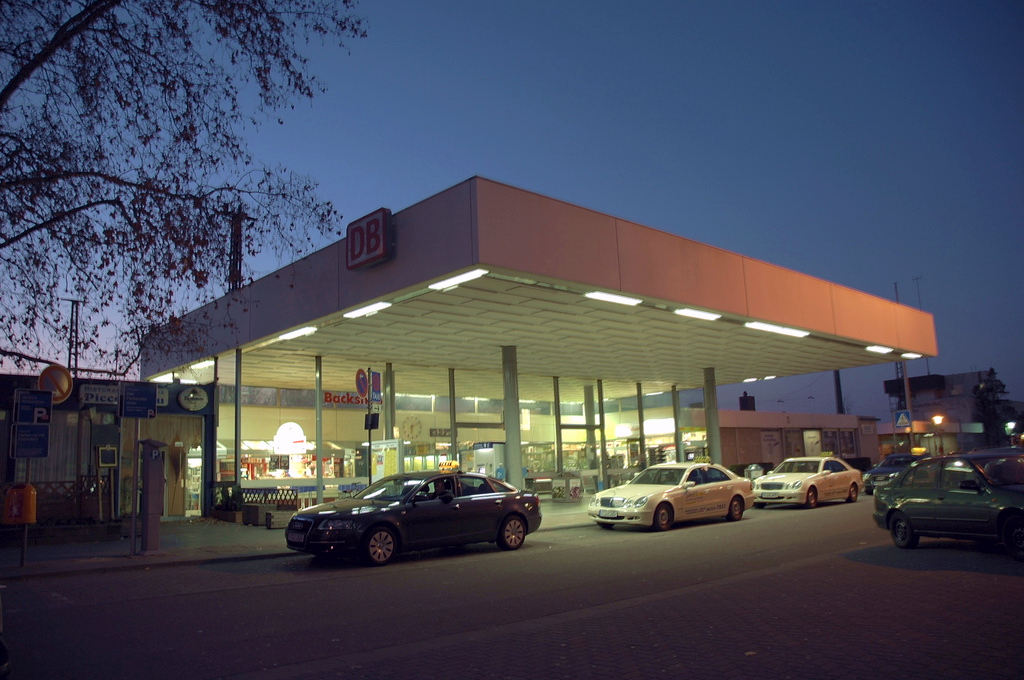
弗兰肯塔尔中央车站

采用双轨、电气化的美因茨－路德维希港铁路至今仍然是德国货物运输、短途运输、区域运输及长途运输的重要干线。来自科布伦茨、美因茨、威斯巴登和曼海姆的大量长途列车班次（EC、IC、ICE）均经由美因茨－曼海姆区间运行。
此外，它还有一个密集的区域运输网络：除了每半小时一班的区域列车（RB）服务外，还提供经由曼海姆及施派尔至卡尔斯鲁厄的区域快车（RE）服务。随着在20世纪90年代的发车频率压缩，导致了乘客量的进一步上升。在2004年以前，区域列车主要使用由机车牵引的客车车厢。自那时起，这条线路上主要使用德国铁路425型电力动车组，以及偶尔使用德国铁路628型柴油动车组和双层车厢。
美因茨－路德维希港－卡尔斯鲁厄的区域快车则由425型动车组担当，部分列车终到盖默斯海姆。
有以下短途运输线路经由美因茨－路德维希港铁路运行：
- RE 4 美因茨－沃尔姆斯－路德维希港－施派尔－卡尔斯鲁厄（两小时1班，周末及节假日为每日1班）
- RB 44 美因茨－沃尔姆斯－路德维希港－曼海姆－曼海姆-腓特烈斯费尔德（德语：Friedrichsfeld (Mannheim)）（半小时1班，部分周末及节假日每小时1班）

在2013年5月22日至6月22日期间，由于德铁网络的调度人手不足，美因茨－路德维希港铁路的博登海姆、尼尔施泰因和奥彭海姆车站需要在凌晨0时至4时30分停用，因为此时站内并无调度员。

## 资费区间
线路的美因茨至贡特斯布卢姆区间由莱茵河－纳黑河短途运输公司（RNN）管辖，阿尔斯海姆至路德维希港路段则是莱茵河－内卡河运输公司（VRN）的资费区间。这意味着阿尔斯海姆至贡特斯布卢姆之间存在一个资费空隙。自2008年1月1日起，凭借RNN资费可以过渡到阿尔斯海姆至贡特斯布卢姆区间，VRN资费也延长至贡特斯布卢姆，从而弥补了这段空隙。
此外，德国铁路提供的优惠，例如莱茵兰-普法尔茨州票及跨州票均在整条线路中有效。

## 未来
美因茨－路德维希港铁路计划在2015年整合至莱茵内卡S-Bahn系统中新成立的一条S5号线。在此情况下，线路将提供由美因茨经沃尔姆斯及曼海姆至本斯海姆的S-Bahn服务，以取代现有的一些区域列车服务。2012年12月底，莱茵内卡S-Bahn签署了一项对美因茨－路德维希港铁路进行车站新建及改造、总价达5,300万欧元的融资组合。因此，线路将会在弗兰肯塔尔南部及丁海姆增设两座新建车站。自2013年5月起，则开始对梅滕海姆、博登海姆及路德维希港-奥格斯海姆的车站进行改造。在这里，车站月台会被扩展为76厘米高及210米长，并同时配备S-bahn车站的无障碍设施。2013年9月中旬，梅滕海姆停车点的新月台投入使用。2014年则将对博本海姆、贡特斯布卢姆、弗兰肯塔尔、美因茨-劳本海姆、尼尔施泰因和纳肯海姆的车站进行翻新。此外，新造的S-Bahn车站弗兰肯塔尔南站及丁海姆也将在2014年春季开建。最初考虑新造的沃尔姆斯南站及北站则不会在短期内实现。
另外在2015年还将于美因茨至曼海姆之间开行两小时1班的区域快车线路，现有美因茨至卡尔斯鲁厄的区域快车服务也将在美因茨至路德维希港区间实现每小时1班的发车频率。